# سمندل مضلع أيبيري
سمندل مضلع أيبيري (Pleurodeles waltl) هو نوع من سمندل الماء مستوطن أصليًا في وسط وجنوب شبه الجزيرة الأيبيرية والمغرب. وهو أكبر أنواع السمندل المائي في أوروبا، وهو معروف أيضًا بأضلاعه الحادة التي يمكن أن تثقب من خلال حوافه.

## الوصف
صُنف السمندل المضلع الأيبيري لأول مرة في عام 1830. يحتوي جسمه على درنات تمتد على كل جانب. من خلال هذه، يمكن أن تثقب أضلاعه الحادة. تعمل الأضلاع كآلية دفاع، ولا تسبب ضررًا كبيرًا لسمندل الماء. يمكن اعتبار هذه الآلية نظامًا بدائيًا للتسميم، ولكنه لا يسبب الضرر للإنسان. في نفس الوقت الذي يدفع فيه ضلوعه إلى الخارج، يبدأ السمندل المائي في إفراز السم من غدد خاصة في جسمه. تخلق الأضلاع المغطاة بالسم آلية لاذعة فعالة للغاية، حيث تحقن السموم من خلال الجلد الرقيق في أفواه المفترس. إن الجهاز المناعي الفعال لدى سمندل الماء والأضلاع المغطاة بالكولاجين يعني أن الجلد المثقوب ينمو بسرعة دون الإصابة بالعدوى.
في البرية، يصل هذا البرمائي إلى 30 سم ولكن نادرًا ما يزيد عن 20 سم في الأسر. لونه رمادي غامق من ناحية الظهر، ورمادي فاتح من ناحية البطن، مع وجود بقع صغيرة كالصدأ حيث قد تبرز أضلاعه ويمتلك ذيلًا طويلًا يبلغ حوالي نصف طول جسمه. الذكور أكثر رشاقة وعادة ما يكونون أصغر حجمًا من الإناث. تحتوي اليرقات على خياشيم خارجية كثيفة وأنماط ألوان شاحبة عادةً مقارنة بالبالغين.
يعيش سمندل الماء المضلع الماء لوقت أكثر من العديد من البرمائيات الأوروبية ذات الذيل الأخرى، فبالرغم من أنه يستطيع على المشي على الأرض، إلا أنه نادرًا ما يغادر الماء، ويعيشون عادة في البرك والصهاريج وآبار القرى القديمة التي كانت شائعة في البرتغال وإسبانيا في الماضي. يفضل المياه الباردة والهادئة والعميقة، حيث يتغذى على الحشرات والرخويات المائية، والديدان، والضفادع الصغيرة.

## تحديد الجنس
يُنظّم تحديد الجنس عن طريق الصبغيات الجنسية، ولكن يمكن تجاوزه بواسطة درجة الحرارة. تمتلك الإناث كلا من الكروموسومات الجنسية (Z وW)، بينما لدى الذكور نسختان من الكروموسوم Z (ZZ). ومع ذلك، عندما يتم تربية يرقات ZW عند 32 درجة مئوية خلال مراحل معينة من التطور (المرحلة 42 إلى المرحلة 54)، فإنها تتمايز إلى ذكور جديدة وظيفية. تلعب الهرمونات دورًا مهمًا أثناء عملية تحديد الجنس، ويمكن التلاعب بالسمندل المائي لتغيير الجنس عن طريق إضافة هرمونات أو مثبطات الهرمونات إلى المياه التي يتم تربيتها فيها.
يلعب الأروماتاز، وهو إنزيم يصنع هرمون الاستروجين، دورًا رئيسيًا في تحديد الجنس في العديد من الفقاريات غير الثديية، بما في ذلك سمندل الماء الأيبيري المضلع. ويوجد بمستويات أعلى في مجمعات الكلية التناسلية والكلية المتوسطة في يرقات ZW مقارنة بنظيراتها من ZZ، على الرغم من عدم وجوده في يرقات ZW المعالجة بالحرارة. وتحدث الزيادة قرب المراحل النهائية التي يمكن تحديد جنسهم فيها من خلال درجة الحرارة (المرحلة 52).

## الحفظ
وفق آخر تحديث الاتحاد الدولي لحفظ الطبيعة فإن سمندل الماء المضلع الأيبيري مصنف على أنه نوع غير مهدد، لكن سابقًا في عام 2006 كان قد صنف على أنه نوع قريب من خطر الانقراض وحصل وقتذاك على هذا التصنيف بسبب وجود مؤشرات على أن أعداده البرية في انخفاض كبير بسبب فقدان الموائل على نطاق واسع وتأثيرات الأنواع الغازية، مما جعله قريبًا من تصنيف نوع غير محصن (مهدد بخطر الانقراض). قبل ذلك، في عام 2004، تم تصنيفه على أنه غير مهدد،. لكن الآن بشكل عام توجد تهديدات بسبب فقدان الموائل المائية بسبب التلوث الكيميائي الزراعي وتأثيرات الثروة الحيوانية (في شمال إفريقيا) وفرط المغذيات، والتلوث المنزلي والصناعي والتغيرات الناشئة عن تطوير البنى التحتية. اختفى سمندل الماء المضلع الأيبري إلى حد كبير من المناطق الساحلية في أيبيريا والمغرب بالقرب من التجمعات السياحية والمناطق ذات الكثافة السكانية العالية مثل ضواحي مدريد. من المعروف أن الأسماك المُدخلة مثل القاروص الكبير وكركند المستنقعات الأحمر (Procambarus clarkii) تفترس بيض ويرقات هذا النوع، وهي مسؤولة عن انخفاضه.

## تجارب الفضاء

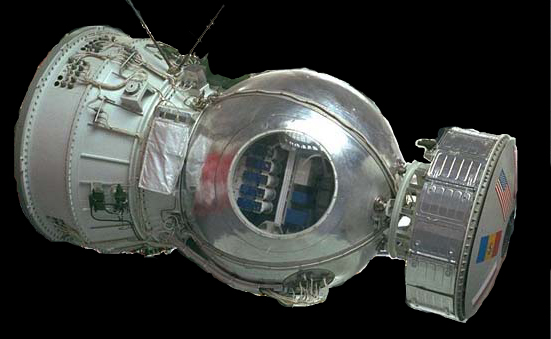
في عام 1985، قامت المركبة الفضائية بيون 7 بحمل سمندل الماء الأيبيري المضلع إلى الفضاء لأول مرة.

تمت دراسة سمندل الماء الأيبيري المضلع في الفضاء في ست مهمات على الأقل. تم إرسال أول سمندل أيبيري مضلع إلى الفضاء في عام 1985 على متن بيون 7. شارك 10 من السمندل المائي رحلتهم مع اثنين من المكاك الريسوس وعشرة فئران، في قمر صناعي سوفيتي بدون طاقم. وفي عام 1992، حمل بيون 10  أيضًا سمندل الماء على متنه، كما فعل بيون 11 في عام 1996.
استمرت أبحاث سمندل الماء الأيبيري المضلع في وقت لاحق في عام 1996 من خلال التجارب التي قادتها فرنسا على محطة مير الفضائية (بعثة مير كاسيوبيه )، مع دراسات متابعة في عام 1998 (بعثة مير بيغاس) و1999 (بعثة مير بيرسيوس). كما حمل فوتون إم2 سمندل الماء الأيبيري المضلع في عام 2005.

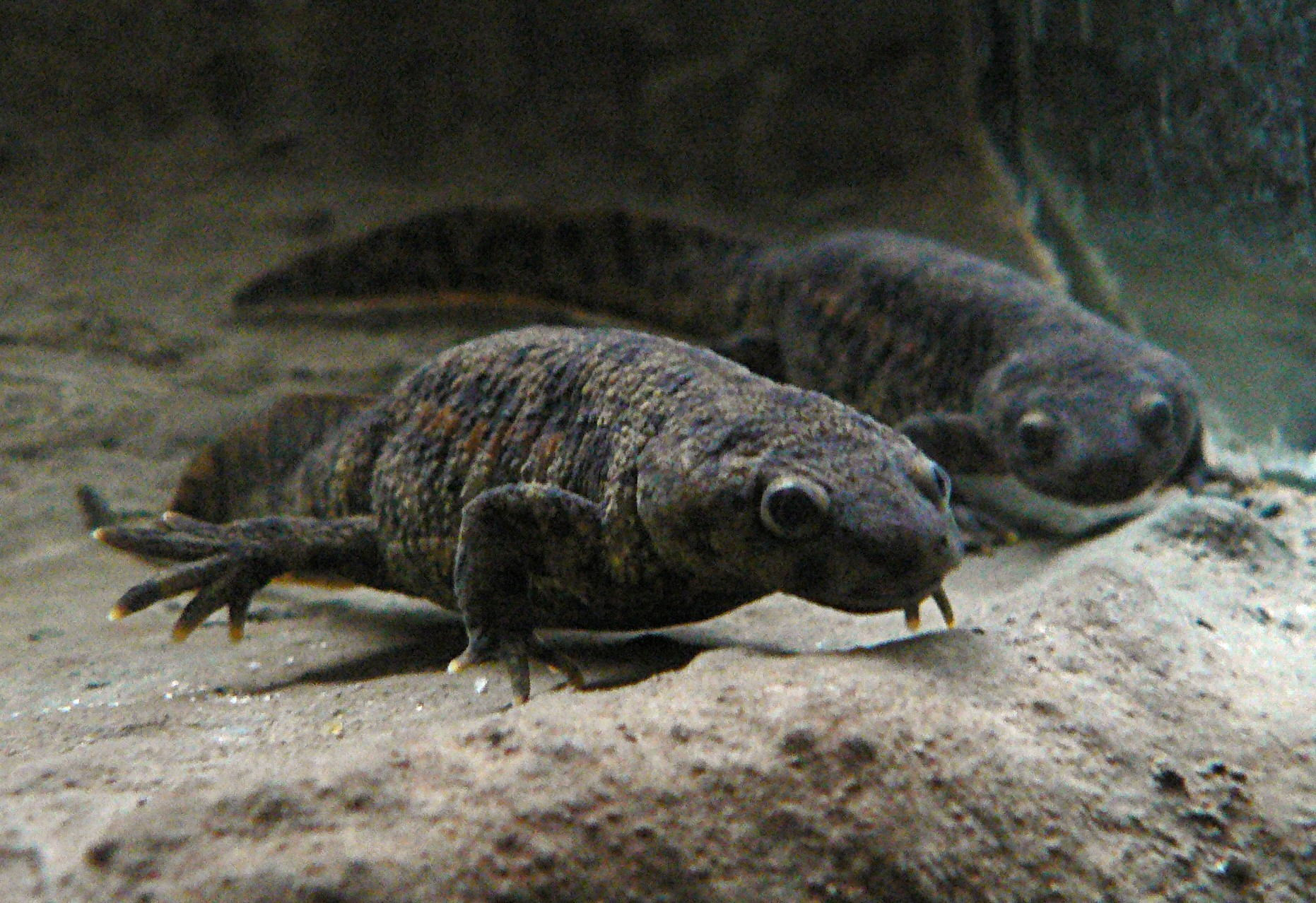
سمندل الماء المضلع الأيبيري في حوض سمك (على الأرض)

اُختير سمندل الماء لأنه كائن نموذجي جيد لدراسة انعدام الوزن. فهو كائن حي نموذجي بسبب قدرة الأنثى على الاحتفاظ بالحيوانات المنوية الحية في مذرقها لمدة تصل إلى خمسة أشهر، مما يسمح لها بالتلقيح على الأرض، وبعد ذلك (في الفضاء) يتم إخصابها من خلال التحفيز الهرموني. ميزة أخرى لهذا النوع هي أن تطوره بطيء، لذلك يمكن ملاحظة جميع المراحل الرئيسية لتكوين الجنين، بدءًا من البويضة وحتى أجنة برعم الذيل أو اليرقات السابحة.
نظرت الدراسات إلى قدرة سمندل الماء على التجدد (والتي كانت أسرع في الفضاء بشكل عام، وتصل إلى ضعف السرعة في المراحل المبكرة) بالإضافة إلى مراحل التطور والتكاثر في الفضاء.
على الأرض، تم إجراء دراسات الجاذبية المفرطة على تخصيبه، وكذلك على خصوبة سمندل الماء المولود في الفضاء بمجرد عودته إلى الأرض.